# Jacques Leroy
Pour les articles homonymes, voir Jacques Leroy (colonel) et Leroy.
Jacques Le Roy, mort en 1572 à Paris, est un prélat français du XVIe siècle, archevêque de Bourges. 

## Biographie
Il est issu des seigneurs de Chavigny. Il est le fils de René Le Roy de Chavigny, conseiller-chambellan de Louis XI, et de Madeleine Gouffier, ainsi que le neveu de Guillaume Le Roy de Chavigny, éphémère évêque de Maguelone.
Jacques Le Roy est bénédictin et abbé de Déols, de Villeloin, de Saint-Florent de Saumur et de Cluny. Il est nommé archevêque de Bourges en 1537. De son temps, la ville est prise et pillée en 1562 par les Huguenots. Jean Niquet, abbé de saint Gildase, fonde le collège des jésuites, qui est uni à l'université, par les soins de Jacques de Nuchesc, et d'Edmond Mérille, professeurs en droit.